# Lopérec
Lopérec är en kommun i departementet Finistère i regionen Bretagne i västra Frankrike. Kommunen ligger i kantonen Le Faou som tillhör arrondissementet Châteaulin. År 2022 hade Lopérec 832 invånare.

## Befolkningsutveckling
Antalet invånare i kommunen Lopérec
Referens:INSEE